# Abraham Mignon

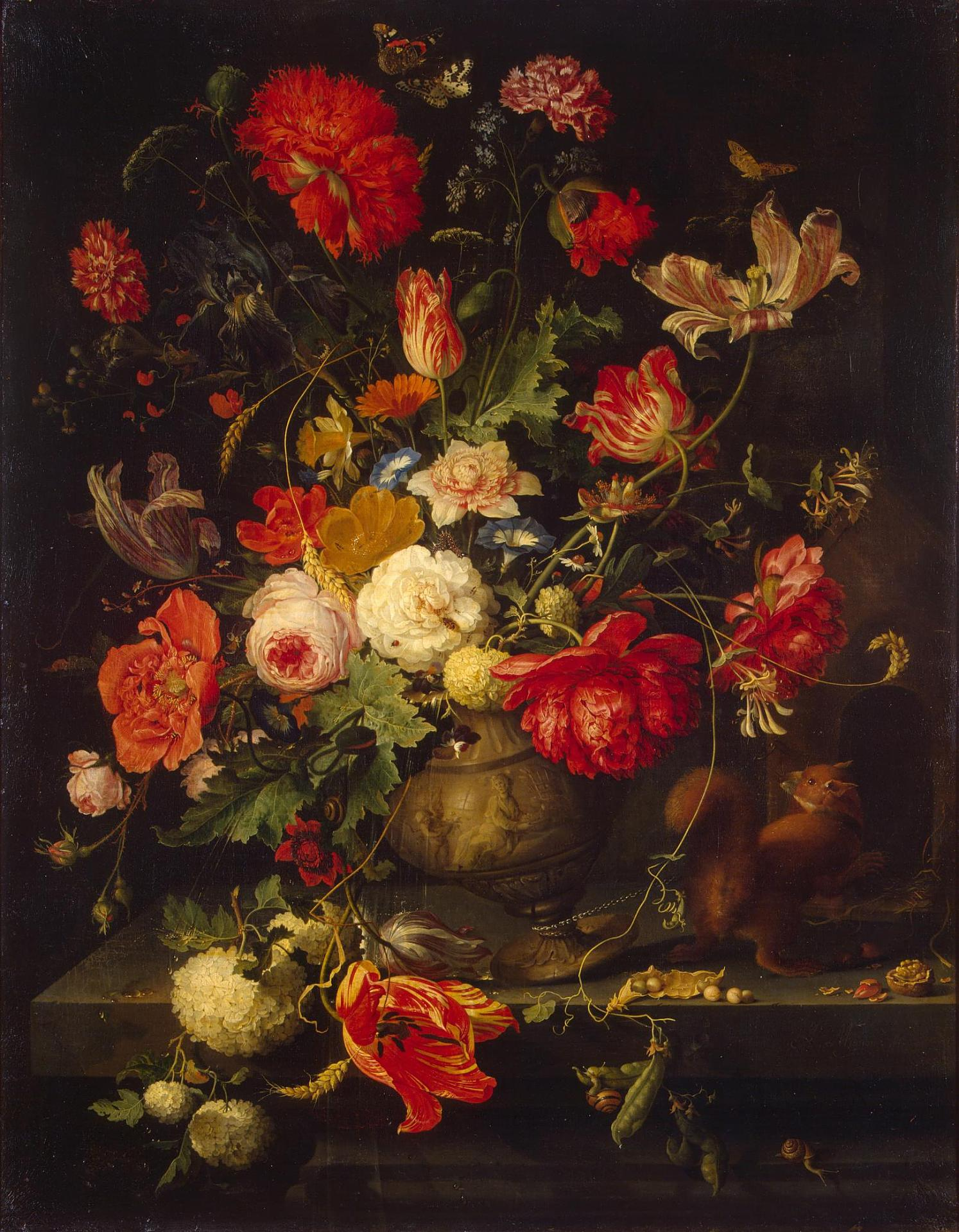
Mignon, Fiori in un vaso, San Pietroburgo, Ermitage

Abraham Mignon (Francoforte sul Meno, 21 giugno 1640 – Utrecht, 27 settembre 1679) è stato un pittore tedesco.

## Biografia
La sua prima formazione artistica avvenne in patria sotto la guida del pittore di nature morte Jacob Marrel; ma nel 1659 si trasferì nei Paesi Bassi e, a Utrecht, fu allievo di Jan Davidszoon de Heem.
Fu attivo soprattutto a Francoforte ma soggiornò spesso anche a Utrecht dove, nel 1669, risulta iscritto alla Gilda di San Luca.
Fu uno dei più grandi pittori di nature morte del suo tempo: seppe unire all'esuberanza barocca delle sue composizioni l'attenzione alla descrizione analitica e minuta di piante e animaletti.
Sue opere sono nei musei di Darmstadt, Bruxelles, Budapest e Amsterdam.